# Catopsis montana
Espèce
Catopsis montana est une espèce de plantes à fleurs de la famille des Bromeliaceae, présente dans les régions tropicales de l'Amérique centrale à Cuba.

## Distribution
L'espèce est présente dans l'État d'Oaxaca au Mexique, au Guatemala, au Honduras au Salvador, au Nicaragua et à Cuba.

## Description
L'espèce est épiphyte.